# Shangri-La (альбом Edenbridge)
Shangri-La — одиннадцатый студийный альбом австрийской симфо-метал-группы Edenbridge, выпущенный 16 сентября 2022 года. Является дебютом группы на лейбле AFM Records.

## Отзывы критиков
| Оценки критиков | Оценки критиков |
| Источник        | Оценка          |
| --------------- | --------------- |
| Blabbermouth    | 8/10            |
| Metal Hammer    | 4.5/7           |
| Metal.de        | 7/10            |
| Powermetal.de   | 7.5/10          |
| Rock Hard       | 7/10            |

Альбом получил в целом положительные отзывы. Дом Лоусон в своей рецензии для Blabbermouth оценил альбом на 8 баллов из 10, отметив, что альбом является самой сильной записью группы со времен The Bonding и «предвещает ещё более авантюрное будущее». По итогу рецензент порекомендовал Shangri-La даже тем слушателям, кто слабо интересуется симфоническим металом. Янник Клеманн из Metal.de также положительно высказывался об альбоме, особенно отметив гитарную работу, и выставил пластинке 7 баллов из 10. Редактор портала Powermetal.de Мартин ван дер Лаан назвал Shangri-La успешным альбомом, который доставляет массу удовольствия, и который можно с чистой совестью порекомендовать всем поклонникам жанра. Рецензент немецкого издания Metal Hammer Матиас Майнер в целом положительно отозвался о новой работе Edenbridge, но в конце заключил, что альбом представляет собой «обычное эпическое произведение», оценив его в 4,5 баллов из 7.

## Список композиций
| №                   | Название                                        | Длительность |
| ------------------- | ----------------------------------------------- | ------------ |
| 1.                  | «At First Light»                                | 8:03         |
| 2.                  | «The Call of Eden»                              | 3:49         |
| 3.                  | «Hall of Shame»                                 | 4:59         |
| 4.                  | «Savage Land»                                   | 4:32         |
| 5.                  | «Somewhere Else but Here»                       | 4:26         |
| 6.                  | «Freedom Is a Roof Made of Stars»               | 5:51         |
| 7.                  | «Arcadia (The Great Escape)»                    | 5:11         |
| 8.                  | «The Road to Shangri-La»                        | 4:56         |
| 9.                  | «The Bonding (Part 2) - I. Overture»            | 1:45         |
| 10.                 | «The Bonding (Part 2) - II. Alpha and Omega»    | 4:09         |
| 11.                 | «The Bonding (Part 2) - III. The Eleventh Hour» | 3:05         |
| 12.                 | «The Bonding (Part 2) - IV. Round and Round»    | 4:27         |
| 13.                 | «The Bonding (Part 2) - V. The Timeless Now»    | 2:40         |
| Общая длительность: | Общая длительность:                             | 57:53        |

## Участники записи
Edenbridge
- Сабина Эдельсбахер — вокал
- Арне «Ланвалль» Стокхаммер — соло- и ритм-гитары, акустическая гитара, ситар, бузуки, укулеле, сурмандал
- Доминик Себастьян — гитара
- Йоханнес Юнграйтмайер — ударные
- Стефан Гимпл — бас-гитара

Технический персонал
- Арне «Ланвалль» Стокхаммер — продюсирование, звукозапись, запись ударных
- Карл Грум — сведение, мастеринг
- Надия К. Мухаммад — обложка